# Pseudolasius typhlops
Pseudolasius typhlops är en myrart som beskrevs av Wheeler 1935. Pseudolasius typhlops ingår i släktet Pseudolasius och familjen myror. Inga underarter finns listade i Catalogue of Life.